# بازآرایی فریس
بازآرایی فرایز(به انگلیسی: Fries rearrangement)، یا در تلفظ آلمانی فریس، یک نام واکنش در شیمی آلیست که به افتخار شیمیدان آلمانی کارل تئوفیل فریس نامگذاری شده‌است. این واکنش در واقع واکنش بازآرایی یک استر فنولی به یک هیدروکسی آریل کتون است که توسط یک اسید لوییس کاتالیز می‌شود.
این واکنش شامل مهاجرت یک گروه آسیل از فنول استر به حلقه آریل است. همچنین بازآرایی فریس یک واکنش ارتو و پارا گزین است و با تغییر شرایط واکنش مانند دما و حلال می‌توان یکی از این دو محصول تولید شود. 